# Mycetia malayana
Mycetia malayana là một loài thực vật có hoa trong họ Thiến thảo. Loài này được (G.Don) Craib mô tả khoa học đầu tiên năm 1914.